# جورج وارتون جيمس
جورج وارتون جيمس (بالإنجليزية: George Wharton James)‏ هو مصور وكاتب وصحفي أمريكي، ولد في 27 سبتمبر 1858 في لنكولنشاير في المملكة المتحدة، وتوفي في 1923 في سان فرانسيسكو في الولايات المتحدة.